# Sven-Erik Högberg
Sven-Erik Högberg, född 23 juni 1924 i Hammars församling i Örebro län, död 27 juni 1997 i Stensjöns församling i Mölndal, var en svensk silversmed.
Högberg utbildades till silversmed i Stockholm 1945–1947 och vid Slöjdföreningens skola i Göteborg 1947–1950. Han etablerade en egen silversmedja i Göteborg 1952 där han arbetade tillsammans med sin bror Anders Högberg. Vid sidan av sitt eget skapande var han verksam som lärare vid Konstindustriskolan i Göteborg 1967–1968. Han medverkade i ett flertal nationella och internationella konsthantverksutställningar. Högberg är representerad vid Nationalmuseum, Röhsska museet, Värmlands museum i Karlstad och i Bergen museum.